# Uropyxis petalostemonis
Uropyxis petalostemonis är en svampart som först beskrevs av William Gilson Farlow, och fick sitt nu gällande namn av De Toni 1888. Uropyxis petalostemonis ingår i släktet Uropyxis, och familjen Uropyxidaceae. Inga underarter finns listade i Catalogue of Life.